# Trawy
Trawy (prononciation : [ˈtravɨ]) est un village polonais situé dans la gmina de Korytnica dans le powiat de Węgrów et en voïvodie de Mazovie dans le centre-est de la Pologne.
Ce village se trouve à environ 20 kilomètres à l'ouest de Węgrów (chef-lieu du powiat) et à 55 kilomètres au nord-est de Varsovie (capitale de la Pologne).
Le village a une population de 227 habitants en 2008.

## Histoire
De 1975 à 1998, le village appartenait administrativement à la voïvodie de Siedlce.